# Il-106 (航空機)
Il-106
- 用途：輸送機
- 設計者：S・V・イリユーシン記念航空複合体
- 製造者：アヴィアスタル-SP 予定
- 運用者 ロシア（ロシア空軍）予定
- 生産開始：2017年から開発を開始した場合2027年[1]
- 運用状況：開発中

Il-106(イリューシン106；ロシア語:Ил-106)は、2013年にS・V・イリユーシン記念航空複合体が発表し、開発中の輸送機である。

## 概要
ロシア空軍のAn-124とAn-22の後継となる重輸送機で、2016年から開発を開始して、2024年より量産を開始、2025年頃の運用開始を見込んでいる。機体の製造はウリヤノフスクにあるアヴィアスタル-SPで実施される見込み。開発においては中国がロシアのパートナーになる可能性があるとされている。

## 開発

### 経緯
ロシアでは、An-124を生産再開を目論み、2008年ウクライナと合意に達した。しかし政治情勢によりこれは二転三転し、最終的に2014年ウクライナ騒乱が発生したことで生産再開は不可能となり、アントノフからのサポートも不可能となった。またアルマータファミリーの車両が、その重量と寸法の問題からIl-76での輸送が不可能となっていたことから、予備設計段階で終わったIl-106をベースに代替案として発表されたのが本機である。

### 開発開始後
開発はエルマーク計画の一部として2013年より開始された。
2014年3月18日、イリューシンのヴィクトル・リバノフ氏は将来輸送航空複合体(PAK TA)の開発を開始しており、この計画は今後10年間で完了する予定と発表した。彼によると、PAK TAの正確な要件は、潜在的な顧客と協議後に明らかになるという。リバノフ氏は、「この開発は特にロシア国防省に提案される予定である」と付け加えた。
2014年4月、公共調達ポータルサイトに重輸送機ファミリーのためのアビオニクスの外観に関する文章が掲載された。
2014年11月23日、「ロシア24」はエンジン双発の80トンクラス、4基の160トンクラス、6基の240トンクラスのものが構想されていることを報じた。
2015年8月、イリューシンのニコライ・タリコフ氏は型式がIl-106になる予定であることを発表した。
2015年11月10日、イリューシンのセルゲイ・ベルモジュキン氏は「ロシア24」の取材に対し、Il-106が予備設計の段階であり、最終的な設計は2017年に決定されると発言した。
2016年3月3日、セルゲイ・ベルモジュキンはロシア軍がまだ輸送機のための要件を策定していないことを明かした。
2016年4月16日、副国防相のユーリ・ボリソフ氏はロシア国防省の利益のために新しい重輸送機が開発されると述べた。統一航空機製造会社（UAC）の社長であるユーリ・シュルサル氏は、80トン、120トン、160トンの3つのタイプを作業中と発言した。
2016年6月20日、アヴィアスタル-SPのマネージングディレクターであるアンドレイ・カプースチン氏はAn-124の代わりとなる新しい貨物機の生産に従事することができると述べた。
2016年8月23日、セルゲイ・ベルモジュキン氏はインテルファクス通信のインタビューに対し、開発が進行していると述べた。同氏はペイロードについて「多くはエンジンの選択に依存するだろう、最良の選択肢はPD-23エンジンでこの場合100トンとなる、顧客が約80トンのペイロードを求めている場合はPS-90A1になるだろう」と述べた。
2016年9月7日、機体の外観に関する具体的な決定はまだ保留中であり、研究機関や顧客と共にペイロードや寸法などを決定する具体的な研究開発を2017年に始める必要があるという意見で合意した。また、開発者によりペイロードが80トンと120トンの設計が提供されることが発表された。
2016年9月22日、アンドレイ・ボギンスキー副産業貿易相はGIDROAVIASALONでのインタビューにおいて「開発は初期段階であり、現在設計局において概念およびコンセプト設計が行われており、完了には2年かかるだろう」と発言。「産業貿易省は、2020年以降にAn-124に類似したロシアの超重輸送機の生産を許可し、搭載エンジンについてはPD-14に基づいて開発することは可能だろう」と述べた。
2016年11月8日、統一航空機製造会社のニコライ・タリコフ氏はタス通信のインタビューに対し軍と民間両方でAn-124の不足があること、Il-106の設計は2019年から2020年に開始され、エンジンとしてPS-90あるいはPD-14が装備される可能性があること、予備設計はすでに存在しており承認されていること、PD-35を装備した双発のIl-106は大きな費用対効果を発揮する一方、搭載するPD-35は2020年代半ばよりも早くは現れないと発言した。
2017年4月20日、ニコライ・タリコフ氏はIl-106について軍の合意が得られたが、資金調達の問題はまだ解決されていないと述べた
2017年7月20日、航空業界の情報筋は、Lente.ruの特派員に現在ロシアで設計されている積載量80トンの将来重輸送機は、PD-35エンジンを受け取ることができると明かした。統一エンジン製造会社(UEC)の代表はPD-35を使用できる特定の計画について提供することを拒否したがShFMS(後のCR 929)は本エンジンを装備できる唯一の航空機ではないことに注意する必要があると述べた。
2017年11月26日、防衛業界の情報筋はイズベスチヤに対し、「PAK TAの枠組みの中でロシアで開発された最新の貨物機は、約80トンの運搬能力を有するべきである。ペイロードが近いC-17との違いは、航空機の内部容積を使用する効率を高める改良されたレイアウトとなる」と語った。また、「我々は軍隊だけでなく、新しい機械の商業的使用についても考える必要がある。 そのような機械のコストは、現在軍事専用に開発するには大きすぎる。 内部容積のより効率的な使用による80トンのペイロードは、キャリアのニーズを考慮に入れて、最適であると考えられる」と対話者は述べた。

## 設計
設計は1987年に、An-22とIl-76を代替する次世代大型四発戦略輸送機の選考に選ばれ、ソビエト連邦の崩壊で実現しなかった初代 Il-106が元になっているとされており、外国の類似体よりもはるかに良くなるいう。また完全にロシア製の部品から組み立てられる予定。
機体には重量の減少と、空力特性と飛行特性改善のため複合材料が使用される見込みで、2016年には割合を増加させるための提案があることが明かされている。
貨物室はアルマータシリーズを輸送できるように設計される。
不整地での運用能力を持つ予定であり、そのほかシンプルさや汎用性を有する必要があるとベルモジュキン氏が発言している。特にベルモジュキン氏は新しい輸送機にIl-76が主翼下に爆弾を装備できることを例に挙げて武器の装備などについて言及している。
エンジンにはPS-90A1あるいはPD-14を搭載し、将来的にPD-35に換装する見込み。ペイロードは80-100トンと想定されている。

## 運用
ロシア空軍がAn-124とAn-22の後継として調達予定であるほか、インドが興味を示している。民間機としても売り込む予定で、専門家は2030年には新しいAn-124のような航空機が民間機として少なくとも55機が必要と予測している。

## 名称について
Il-106に関しては2015年8月に型式がIl-106になる予定であることが発表されるまで、多くの名称が公式、非公式に使われていた。
エルマーク（ロシア語：Ермак、イェルマーク）は大型輸送機ファミリー全体の開発計画名である。
PAK TA（ПАК ТА）は正式な名称が決まるまでの仮称として使用された。このほかには、PTS（ПТС）エルマーク、PAK VTA（ПАК ВТА）という名称が使用されていた。